# Winong (Gempol, Cirebon)
Winong is een bestuurslaag in het regentschap Cirebon van de provincie West-Java, Indonesië. Winong telt 6636 inwoners (volkstelling 2010).